# Qernertunnguit

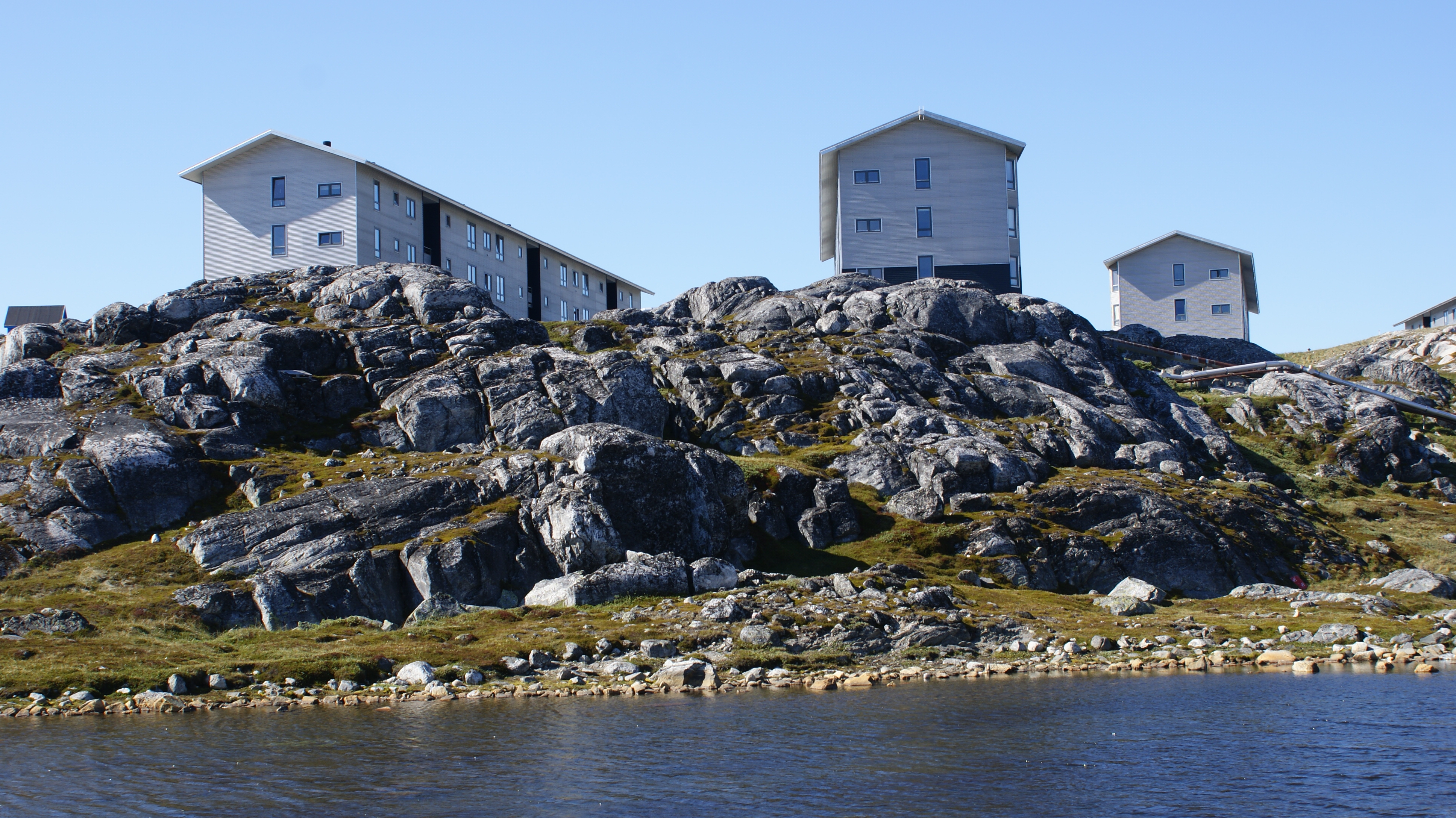
Qernertunnguit

Qernertunnguit är ett område i Nuuk, Grönlands huvudstad. Området hör samman med Quassussuup Tungaa och ligger i den nordvästra delen av staden, ut mot Godthåbsfjorden.

## Transport
Nuup Bussiis linje 3 förbinder kvarteret med Nuuks centrum.